# Ипотешти-кындештская культура
Ипотешти-кындештская культура (культура Ипотешти-Кындешти-Чурел, Ипотешть-Кындешть-Чурел; рум. Ipotești-Cândești-Ciurel, Ipoteşti-Ciurel-Cândeşti и другие названия) — археологическая культура или ряд групп археологических памятников VI — начала VII веков, распространённых в Юго-Восточном Прикарпатье и на левобережье Нижнего Дуная (Валахия). К культуре Ипотешти-Кындешти-Чурел иногда причисляют памятники Восточного Прикарпатья типа Костиша-Ботошана-Ханска (рум. Costișa-Botoșana-Hansca). Ареал распространения последних достигает окрестностей Кишинёва. Керамика, сходная с ипотешти-кындештской, встречается в междуречье Прута и Южного Буга, а также в районах к югу от Дуная. Граница между ипотешти-кындештской и пражской культурами трудноуловима; некоторые исследователи считают памятники типа Ипотешти-Кындешти локальным вариантом пражской культуры.

## Материальная культура
Древности ипотешти-кындештской культуры представлены, как правило, небольшими селищами. Они расположены на возвышенных террасах речных долин. Поселения были недолговечны: каждые 5—10 (по другим данным, 10—15) лет их жители переходили на новое место. Обычны углублённые в землю жилища (полуземлянки) с печами-каменками или глинобитными печами; на западе Мунтении известны наземные жилища. Встречены остатки хозяйственных построек и зерновые ямы. Одна часть найденной лепной посуды соотносится с традициями автохтонного населения, другая же обладает формами, близкими керамике пражской культуры. Также выделено несколько групп круговой посуды. Формы последней восходят к римско-византийским традициям и не обладают этнической спецификой.
В материалах культуры Ипотешти-Кындешти-Чурел попадаются многочисленные византийские импорты: от амфор и монет до украшений. О местном производстве некоторых украшений свидетельствуют находки литейных форм и иных предметов. Встречаются также глиняные пряслица, железные ножи, долота, поясные пряжки, известняковые жернова, точильные камни из песчаника, костяные наконечники стрел и другие вещи.
Погребальные памятники ипотешти-кындештской культуры изучены недостаточно. Принадлежность к ней немногих выявленных могильников, различных по своему обряду, остаётся предметом дискуссий.

## Формирование и хронология

Археологические культуры юга Восточной Европы в VII веке. Пронумерованы памятники сахновского типа

Памятники культуры Ипотешти-Кындешти-Чурел неоднородны и, вероятно, различны по своему происхождению. В их керамическом комплексе и домостроительных традициях прослеживается славянский (пражский) компонент. О. М. Приходнюк и В. В. Седов полагали, что в формировании ипотешти-кындештской культуры приняли участие пеньковцы. Помимо этого, встречено множество свидетельств связей носителей культуры Ипотешти-Кындешти-Чурел с Византийской империей.
Большинство румынских исследователей считает, что облик ипотешти-кындештской культуры сложился в результате контактов местного населения со славянскими мигрантами. По их мнению, памятники типов Ипотешти-Кындешти-Чурел и Костиша-Ботошана-Ханска родственны культуре Братей-Цага-Бихаря (рум. Bratei-Țaga-Biharea), распространённой в Трансильвании. Существует точка зрения на эти группы памятников как на варианты единой археологической культуры Ботошана-Братей-Ипотешти (рум. Botoşana-Bratei-Ipoteşti). Все они восходят к традициям дако-римлян, оставивших памятники IV—V веков типа Чирешану (рум. Cireşanu). В. И. Козлов подчеркивал факт присутствия восточнороманских элементов в таких культурах V—VII веков, как Братей, Морешть-Банду-Ношлак (рум. Moreşti-Bandu-Noşlac) и Костиша-Ботошана. И. Митря отмечает, что формирование и развитие романских культур Братей-Бихаря, Ипотешти-Кындешти и Костиша-Ботошана-Ханска проходило под славянским влиянием. Согласно К. Х. Опряну, именно славянские элементы материальной культуры связывают разнородные группы памятников VI века в единую общность.

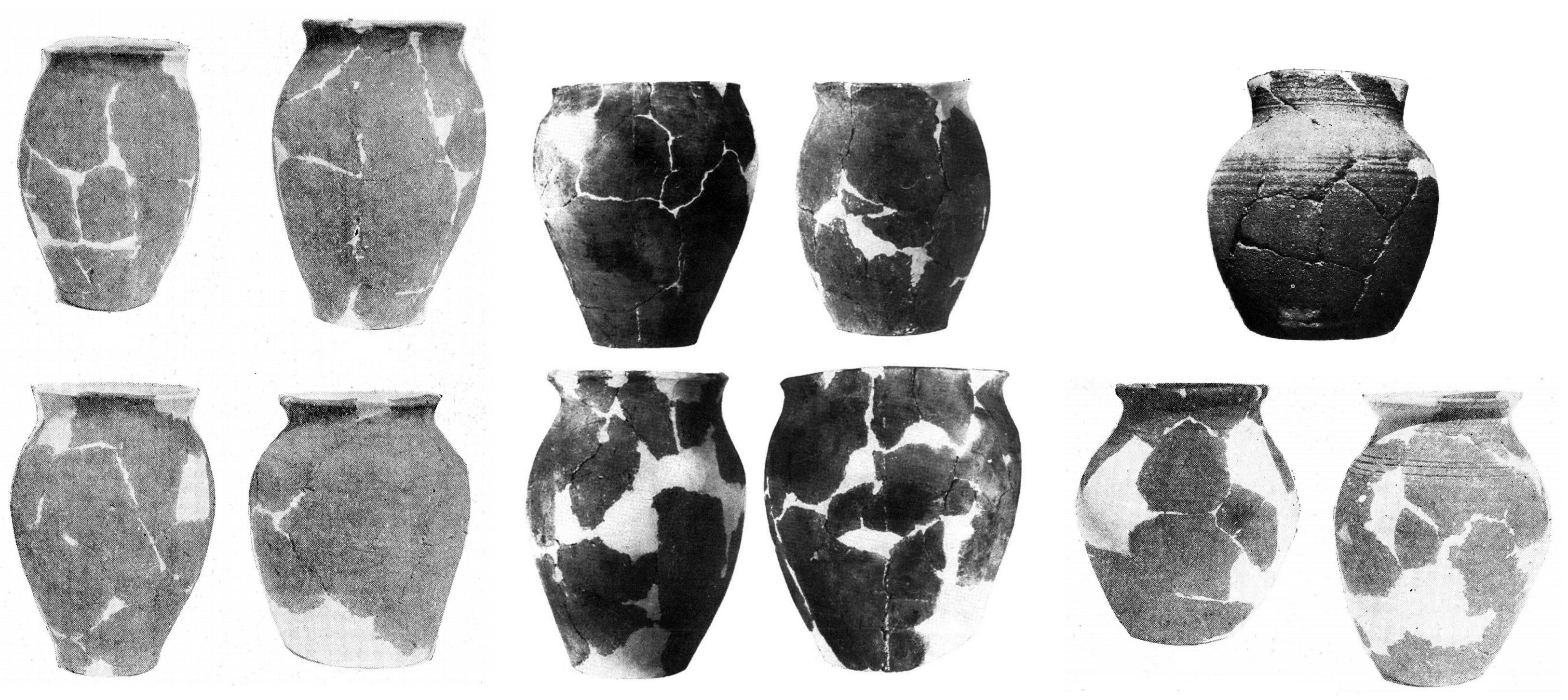
Посуда культуры Ипотешти-Кындешти-Чурел

В целом ипотешти-кындештские памятники датируются в рамках V—VII веков, однако находок, бесспорно свидетельствующих об их существовании в V и конце VII века, пока не обнаружено. По одной из версий, культура Ипотешти-Кындешти-Чурел сложилась лишь в середине VI века. Для ранних этапов ипотешти-кындештской и сходных культурных групп, датируемых второй половиной V — первой половиной VI века, характерно присутствие керамики, изготовленной на быстром круге и лепной керамики «дакийской традиции», а также артефактов, связанных с римско-византийской культурой. Лепная керамика гето-дакийского облика представлена горшкообразными сосудами вытянутых форм. Для памятников конца V века характерна смесь черняховских и ипотешти-кындештских традиций, однако связь между последними неясна.
Э. С. Теодор выделяет хронологический горизонт Ваду Кодри (рум. Vadu Codrii), датируемый периодом после 594 года. Памятники этого этапа отличаются от «классических» ипотешти-кындештских ничтожным количеством круговой керамики, полным отсутствием импортов и «славянских» лепных сковород. К финальному этапу развития ипотешти-кындештской культуры относят могильник у села Сэрата-Монтеору, погребения в котором прекратились около 630 года.

## Этническая принадлежность и историческая судьба
В третьей четверти I тысячелетия н. э. территорию современной Румынии населяли дако-римляне, гепиды и авары. В начале VI века в Восточное Прикарпатье и на восток Мунтении проникли группы склавинов и антов. Со второй половины столетия участились их нападения на дунайскую границу Византии. В славянскую среду оказались включены тысячи пленников балканского происхождения, часть которых влилась в местные общины.
Большинство румынских учёных приписывает ипотешти-кындештскую культуру автохтонному населению — предкам современных румын. Сторонники иной позиции видят в её носителях преимущественно славян. Последние в VI веке представляли основную военно-политическую силу в регионе, однако не составляли единства, легко впитывая иноэтничные традиции. По мнению Э. С. Теодора, западная группа памятников (Ипотешти, рум. Ipotești) отличается более «романизованным» культурным обликом, тогда как восточная (Кындешти, рум. Cândești) обладает «коренными» или «протославянскими» чертами.
По одной из гипотез, после перемещения славян на южный берег Дуная в VII веке культуры Ипотешти-Кындешти-Чурел и Костиша-Ботошана-Ханска продолжили своё развитие, что привело к возникновению культур Хлинча I (рум. Hlincea I) в Молдове и Дриду (рум. Dridu) в Мунтении. Одни исследователи приписывают памятники типа Хлинча I восточным славянам, соотнося с лука-райковецкой культурой; другие относят их к культуре Протодриду (рум. Protodridu). Прямой связи между культурами Ипотешти-Кындешти-Чурел и Дриду не прослежено.